# Дияк Іван Іванович
Іван Іванович Дияк (нар. 1958) — відомий учений у галузі прикладної математики та інформатики. Доктор фізико-математичних наук, професор. Академік АН вищої школи України з 2018 року за науковим відділенням системного аналізу та інформатики.

## Біографія
Народився 2 січня 1958 року в с. Коропець Монастириського району Тернопільської області.

### Освіта
1964—1974 рр. — навчався в школі м. Заложці Тернопільської області.
1974—1989 рр. — навчався на факультеті прикладної математики та механіки Львівського державного університету імені Івана Франка;
1979—1982 рр. — аспірантуру прикладної математики Львівського державного університету імені Івана Франка;
1984 р. — кандидатська дисертація «Високоточний метод скінченних елементів для задач термопружності»;
1989 — Наукова стипендія в Технічному університеті Брно (проф. М. Зламал);
1991 — Доцент
1995 — Доцент Сороса
2005 — Наукова стипендія в Державному університеті Делавера (Дувер)
2008 — Наукова стипендія у Варшавському університеті (проф. С. Матисяк)
2012 — Наукова стипендія у Віденському технологічному університеті (проф. H.Mang).
2017 — докторська дисертація «Чисельне моделювання деформаційних процесів на основі поєднання методів скінченних і граничних елементів» за спеціальністю 01.05.02 — математичне моделювання та обчислювальні методи.

### Робота
1982—1989 — інженер — старший науковий співробітник науково-дослідної лабораторії Львівського університету.
1991 р. — по теперішній час — доцент кафедри прикладної математики;
1996—2000 рр. — заступника декана факультету прикладної математики та інформатики;
2008—2014 рр. — заступник відповідального секретаря приймальної комісії;
2014—2015 — завідувач кафедри прикладної математики;
2015 — по теперішній час — декан факультету прикладної математики та інформатики.

## Наукові результати
Побудовані чисельні схеми МСЕ та програмне забезпечення розв'язання задач нестаціонарної теплопровідності та квазістатичної термопружності, вільних коливань та динаміки просторових осесиметричних конструкцій. Комбіновані схеми прямого та непрямого методів граничних елементів і МСЕ реалізовані на основі МДО. Адаптивні схеми для контактних задач та нелінійних задач теорії пружності з розпаралеленням реалізовані з використанням сучасних технологій програмування. Отримано стипендію Соросівського доцента у 1995 р. Опубліковано 180 наукових праць та два навчальні посібники. Індекс Гірша — 5. Прочитані курси «Пропедевтика прикладного прогромування», «Реалізація баз та банків даних», «Реалізація комбінованих схем МСЕ та МГЕ», «Чисельні методи математичної фізики». Підготував п'ять кандидатів наук і був консультантом одного доктора наук.

### Наукове керівництво
- Макар В. М. «Математичне моделювання механічних коливальних процесів в силових напівпровідникових приладах на основі методу скінченних елементів», 01.05.02; 1999.
- Головач Н. П. «Гібридна гранично-елементна апроксимація для моделювання процесів термопружності», 01.05.02; 2000.
- Макар І. Г. «Конструкція комбінованих методів граничного та скінченно-елементного моделювання для моделювання деформаційних процесів у неоднорідних середовищах», 01.05.02; 2009.
- Прокопишин І. І. «Схеми декомпозиції області на основі методу штрафу для задач контакту пружних тіл», 01.05.02; 2010.
- Ящук Ю. О. «Комп'ютерне моделювання задач пружності на основі нової h-адаптивної схеми», 01.05.02; 2014 рік.

### Публікації
- Дияк І. І., Прокопишин І. І., Мартиняк Р. М., Прокопишин І. А. Методи доменної декомпозиції для задач одностороннього контакту між пружними тілами з нелінійними покриттями Вінклера // Конспект лекцій з обчислювальної техніки та техніки. — Springer Int. опубл. Швейцарія. — 2014. — с. 739—748.[2]
- Дияк І. І., Прокопишин І. І. та Ящук Ю. О. Комбінований алгоритм декомпозиції області та h–адаптації для розв'язку контактних задач теорії пружності // Journal of Mathematical Sciences, Vol. 174, № 4, лютий 2014. — С. 101—117.[3]
- Дияк І. І., Прокопишин І. І., Мартиняк Р. М., Прокопишин І. А. Штрафні схеми декомпозиції області Робіна-Робіна для контактних задач нелінійної пружності // Конспект лекцій з обчислювальної техніки та техніки. — Весна. — 2013. — 647—654.[4]
- Дияк І. І., Савула Я., Стягар А. Чисельне дослідження плоского деформованого стану тіла з тонким покриттям за допомогою доменної декомпозиції // Journal of Numerical & Applied Mathematics. 2012, № 3(109). — С. 23-33.
- Дияк І. І., Ящук Ю. Дослідження похибки оцінки напруги в задачах пружності // Сучасні проблеми математики, механіки та інформатики. — Харків: Вид-во ППБВіровецьА. П., 2011. — 33-43.
- Дияк І. І., Прокопишин І. І. Схеми декомпозиції області для багатотільних контактних задач пружності без тертя // Чисельна математика та новітні програми. — Г. Крейс та ін. (ред.), 2009. — с. 295—303.[5]
- Дияк І. І., Савула Ю. Г., Шахін М. Дослідження гетерогенних проблем пружності за допомогою зв'язаних гранично-кінцевих елементів // Досягнення прикладної та обчислювальної математики. — Nova Science Publishers, 2006. — с. 47-62[6]
- Савула Ю. Г., Дияк І. І., Кревс В. В. Гетерогенні математичні моделі в чисельному аналізі конструкцій // Міжн. Журнал. КОМП'ЮТЕРИ ТА МАТЕМАТИКА з додатками, 42 (2001). — стор. 1201—1216.[7]
- Дияк І. І., Макар В. М., Григоренко О. Я. Розв'язання тривимірних динамічних задач для анізотропних циліндричних тіл: напіваналітичний кінцево-елементний підхід // На CD-ROM, Матеріали 2-ї Європейської конференції з обчислювальної механіки, Краків, Польща, 26-29 червня 2001 р. — 10 с.
- Савула Я., Манг Х., Дияк І., Паук Н. Поєднаний граничний та кінцево-елементний аналіз спеціального класу двовимірних задач теорії пружності // Комп. & Struct., Vol. 75, № 2, 2000. — стор. 157—165.[8]